# Santiago Magill
Santiago Magill (ur. 17 stycznia 1977 w Limie) – peruwiański aktor telewizyjny i filmowy.
Debiutował na dużym ekranie rolą czującego się gejem młodego Peruwiańczyka, który pragnie uciec przed wyobrażeniami rodziców w hiszpańskim dramacie Nie mów nikomu (No se lo digas a nadie, 1998). Potem trafił na mały ekran w telenowalach Izabella (1999) i Fiorella (Pobre diabla, 2000).

## Filmografia

### filmykinowe
- 2005: Corazón voyeur
- 2003: Amiga jako Mariano
- 2001: Kocham cię kochanie (I Love You Baby) jako Daniel
- 2000: Zanim zapadnie noc (Before Night Falls/Antes que anochezca) jako Tomás Diego
- 2000: Nasze Miasto (Ciudad de M) jako M
- 1998: Nie mów nikomu (No se lo digas a nadie) jako Joaquín Camino

### telenowele
- 2000: Fiorella (Pobre diabla) jako Christian Mejía Guzmán
- 1999: Izabella jako Augusto Calderon

### serialeTV
- 2004: Eva del Edén
- 2002: Vale todo jako Santiago
- 1998: No se lo digas a nadie jako Joaquín Camino
- 1997: Boulevard Torbellino
- 1997: Torbellino jako Herman
- 1996: Obsesión jako Domingo 'Mingo' Balarezo
- 1995: Malicia